# Kirchdorf (distrikt)
Kirchdorf är ett distrikt (Bezirk) i det österrikiska  förbundslandet Oberösterreich. Huvudorten  Kirchdorf an der Krems ligger 170 kilometer väster om huvudstaden Wien.
Distriktet delas in i en stadskommun, sex köpingskommuner och 16 kommuner:

Kommunerna i distriktet Kirchdorf

Stadskommun (Stadtgemeinde):
- Kirchdorf an der Krems

Köpingskommuner (Marktgemeinden):
- Kremsmünster
- Micheldorf in Oberösterreich
- Molln
- Pettenbach
- Wartberg an der Krems
- Windischgarsten

Kommuner (Gemeinden):
- Edlbach
- Grünburg
- Hinterstoder
- Inzersdorf im Kremstal
- Klaus an der Pyhrnbahn
- Nussbach
- Oberschlierbach
- Ried im Traunkreis
- Rosenau am Hengstpass
- Rossleithen
- St. Pankraz
- Schlierbach
- Spital am Pyhrn
- Steinbach am Ziehberg
- Steinbach an der Steyr
- Vorderstoder